# サロメ (バレエ音楽)
舞踊音楽『サロメ』（ぶようおんがく サロメ）は、1948年（昭和23年）に伊福部昭が貝谷バレエ団創立10周年記念として作曲したバレエ音楽作品。1987年に演奏会用作品『舞踊曲「サロメ」』として改訂された。

## 概要
バレエのストーリーはオスカー・ワイルドの戯曲によっている。貝谷八百子は当初、音楽にリヒャルト・シュトラウスのオペラ『サロメ』を使おうとしていたが、著作権関係などの問題で使用できなかったため、伊福部に新曲の作曲を依頼した。ちなみに伊福部にとっては、戦後初のオーケストラによるバレエ音楽で、ニ管編成のオーケストラのために作られている。作曲にあたっては中近東の音階の他に、全曲を通して、ベートヴェンの交響曲第5番の有名な主題に似た「運命の動機」ともいえるリズム動機が用いられている。
初演は1948年5月に上田仁・東京交響楽団の演奏によって行われた。バレエ公演は好評で、伊福部は「180回近く行われたのでは」、と説明している。

## 演奏会用版・舞踊曲「サロメ」
長らく行方不明であったバレエ版のスコアが、1984年ごろに東京交響楽団の倉庫から発見されたのがきっかけで、新星日本交響楽団の第100回記念定期演奏会のために作られた。
舞踊曲「サロメ」は一度バレエ版からピアノ版を作って、それを3管編成のオーケストラのために編みなおして完成された。また構成は、2部構成だったものを1楽章形式にするなど、完全な「移し」ではない。例えば、最後のサロメが殺される箇所は、バレエ版では原作に手を入れて、サロメが兵士たちの盾で圧し潰された後に、赤い月の下でゆっくりと死んでいくよう変更されていたため、音楽もまた遅い曲調で終わっていた。このラストを改訂版ではカットして、サロメが圧し潰される瞬間の、楽曲の興奮が最も高揚した箇所で終わらせて効果的なクライマックスを作っている。
1987年5月15日に、山田一雄・新星日本交響楽団によって初演された。演奏時間約45分。曲の構成は以下の通り。
1. 前奏曲
2. 侍女達の踊り
3. ヘロデ王とヘロディアス王妃の出御
4. サロメ登場・王との対話
5. 七つのヴェールの踊り
6. 黙劇
7. 狂乱と死

## その他
演奏会用版作曲の後に、同じ音楽素材を使用した、二面の二十五絃箏のために『二十五絃箏甲乙奏合「七ツのヴェールの踊り ― バレエ・サロメに依る」』と『二十五絃箏甲乙奏合「ヨカナーンの首級を得て、乱れるサロメ ― バレエ・サロメに依る」』といった、二通りの編曲が存在する。